# Municipalità 5 di Napoli
La Municipalità 5 è uno dei 10 municipi in cui è suddiviso il comune di Napoli, istituiti il 10 febbraio 2005.

## Dati territoriali
Il territorio della municipalità è formato da 2 quartieri:
| Quartiere | Superficie | Abitanti |
| --------- | ---------- | -------- |
| Arenella  | 5,25 km²   | 67 634   |
| Vomero    | 2,17 km²   | 44 791   |
| Totale    | 7,42 km²   | 112 425  |

## Zone appartenenti
- Camaldoli
- Rione Alto
- Rione Antignano
- Zona ospedaliera

## Amministrazione
| Periodo | Periodo   | Presidente           | Partito              | Carica     | Note                                                     |
| ------- | --------- | -------------------- | -------------------- | ---------- | -------------------------------------------------------- |
| 1995    | 2001      | Biagio Biancardi     | AD / PDS / DS        | Presidente | Presidente della circoscrizione Vomero                   |
| 2006    | 2016      | Mario Coppeto        | DS / PD / SD / SEL   | Presidente |                                                          |
| 2016    | 2021      | Paolo De Luca        | De Magistris Sindaco | Presidente | Dal 2011 al 2016 è stato Vicepresidente di Municipalità. |
| 2021    | In carica | Clementina Cozzolino | Partito Democratico  | Presidente |                                                          |